# Subtropische vochtige bossen van de Kermadeceilanden
De subtropische vochtige bossen van de Kermadeceilanden (Engels: Kermadec Islands subtropical moist forests) vormen een ecoregio van subtropische bossen op de bij Nieuw-Zeeland behorende Kermadeceilanden. 

## Ligging en geografie
De Kermadeceilanden liggen 1000 kilometer ten noordoosten van het Noordereiland van Nieuw-Zeeland, in de Stille Oceaan. Het is een eilandengroep van 13 kleine onbewoonde eilanden die gevormd zijn door actieve en recent uitgedoofde vulkanen. Deze eilanden liggen langs de grens van de Australische plaat. De grootste eilanden zijn Raoul Island (29 km2) en Macauley Island (3,1 km2), deze beslaan meer dan 95 procent van het landoppervlak van de eilanden. Raoul Island en Curtis Island zijn beide vulkanisch actief met bijna dagelijkse aardbevingen en kleine uitbarstingen vernietigen periodiek de vegetatie in de caldera's. In de caldera van Raoul Island bevinden zich vulkanische meren.

### Klimaat
De eilandengroep heeft een subtropisch klimaat met een maximale gemiddelde temperatuur van 22,4 ° C in februari en een minimale gemiddelde temperatuur van 16,0 ° C in augustus. De jaarlijkse regenval is ongeveer 1.500 millimeter. In de periode van oktober tot januari het droger. De meeste regen sijpelt snel weg, wat komt door de poreuze vulkanische bodem.

## Flora
De flora omvat 52 soorten mossen, 89 soorten schimmels en 113 soorten inheemse vaatplanten, waarvan er 23 endemisch zijn. De meeste plantensoorten zijn soortgelijk aan de flora in Nieuw-Zeeland, terwijl een klein aantal plantensoorten afkomstig zijn uit de tropische delen van de Stille Oceaan. Op de eilanden komen twee endemische boomvarensoorten voor, Cyathea milnei en Cyathea kermadecensis. Een andere endemische plantensoort van de eilanden is Hebe breviracemosa.
De eilanden zijn grotendeels bedekt met bossen die gedomineerd worden door de boomsoort Metrosideros kermadecensis. Deze boom kan 10 tot 15 meter hoog worden en vormt de boomlaag van de bossen. De ondergroei van de bossen wisselt, wat afhankelijk is van de hoogteligging. 
Lagere bossen hebben een ondergroei die bestaat uit de soorten Myrsine kermadecensis, Lobelia anceps, Poa polyphylla, Coprosma acutifolia en Coriaria arborea. De hogere bossen, zoals tot aan de 516 meter hoge top van Raoul Island, worden blootgesteld aan wolken en nevel en worden gekenmerkt door een dichte en bemoste vegetatie. Ook hier komt de Metrosideros kermadecensis voor, maar bestaat de ondergroei uit andere soorten, zoals Ascarina lucida, Melicytus ramiflorus, de varensoort Pteris comans en de endemische palmensoort Rhopalostylis baueri. 
Verder hebben de eilanden ook nog een kenmerkende kustvegetatie. Deze gebieden zijn winderig en worden door zout water besproeid. De vegetatie wordt er gedomineerd door houtachtige soorten als Myosporum obscurum en Coprosma petiolata en kruidachtige soorten als Asplenium obtusatum, Cyperus ustulatus, Disphyma australe en Scirpus nodosus.

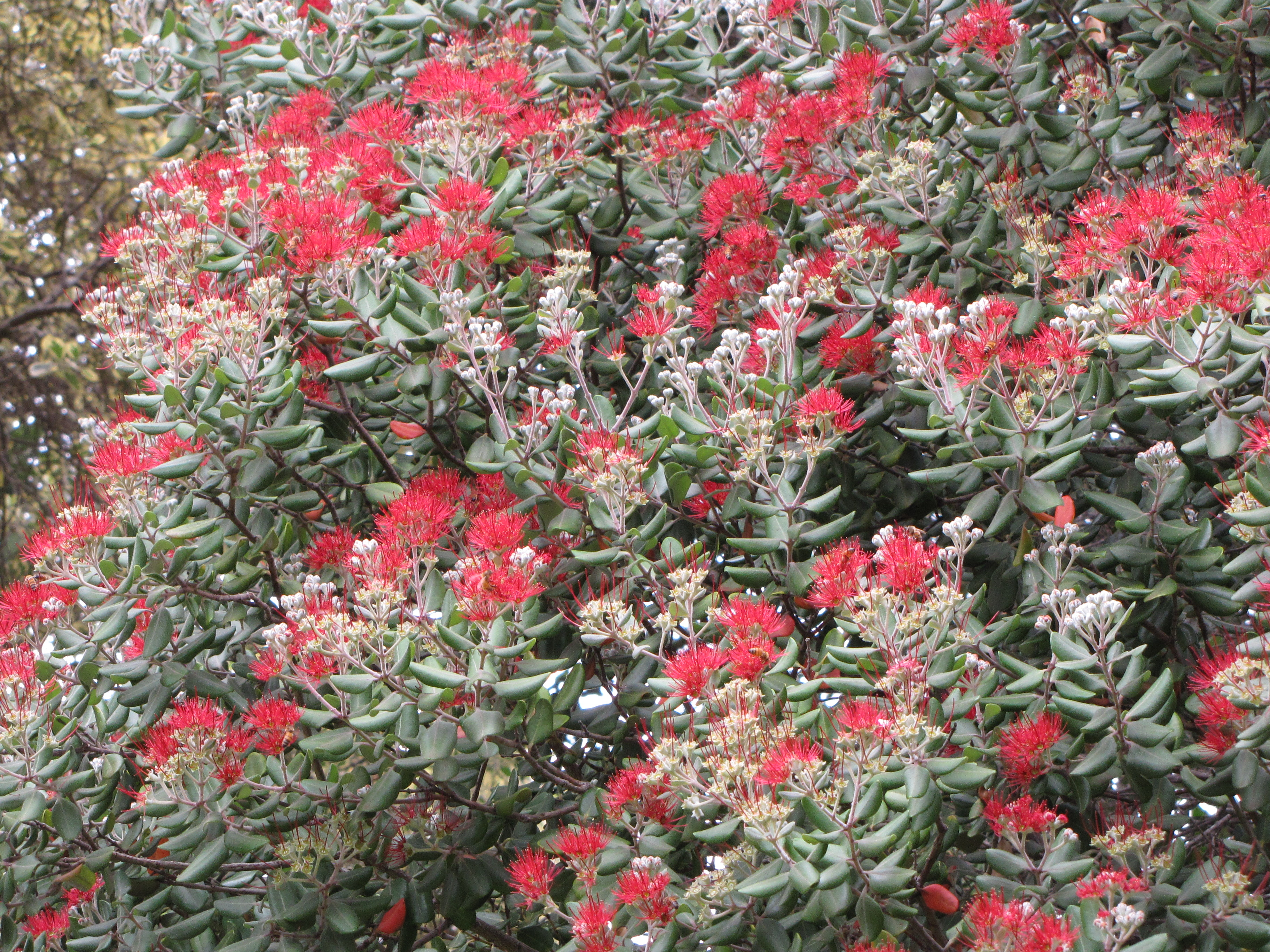
Metrosideros kermadecensis
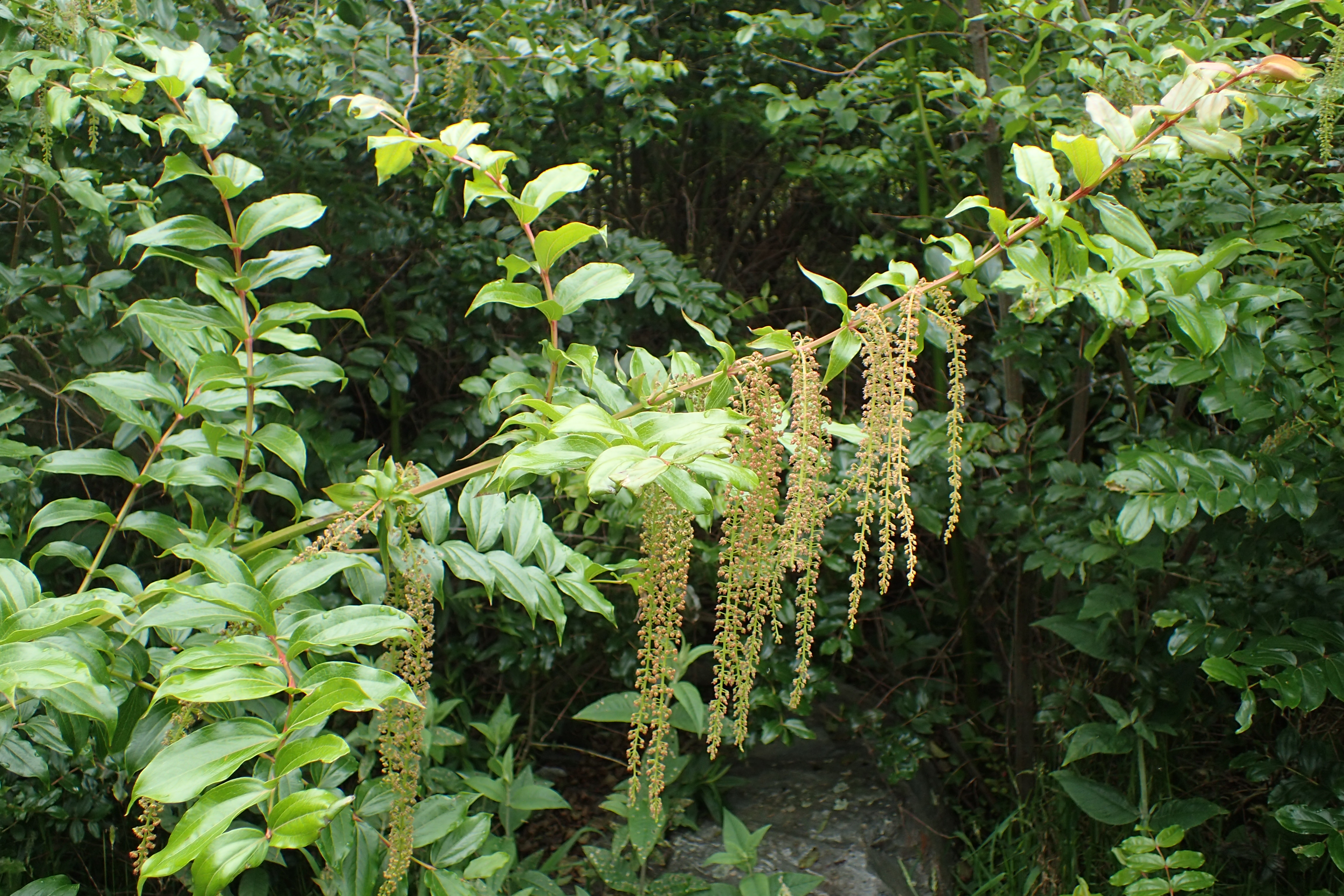
Coriaria arborea
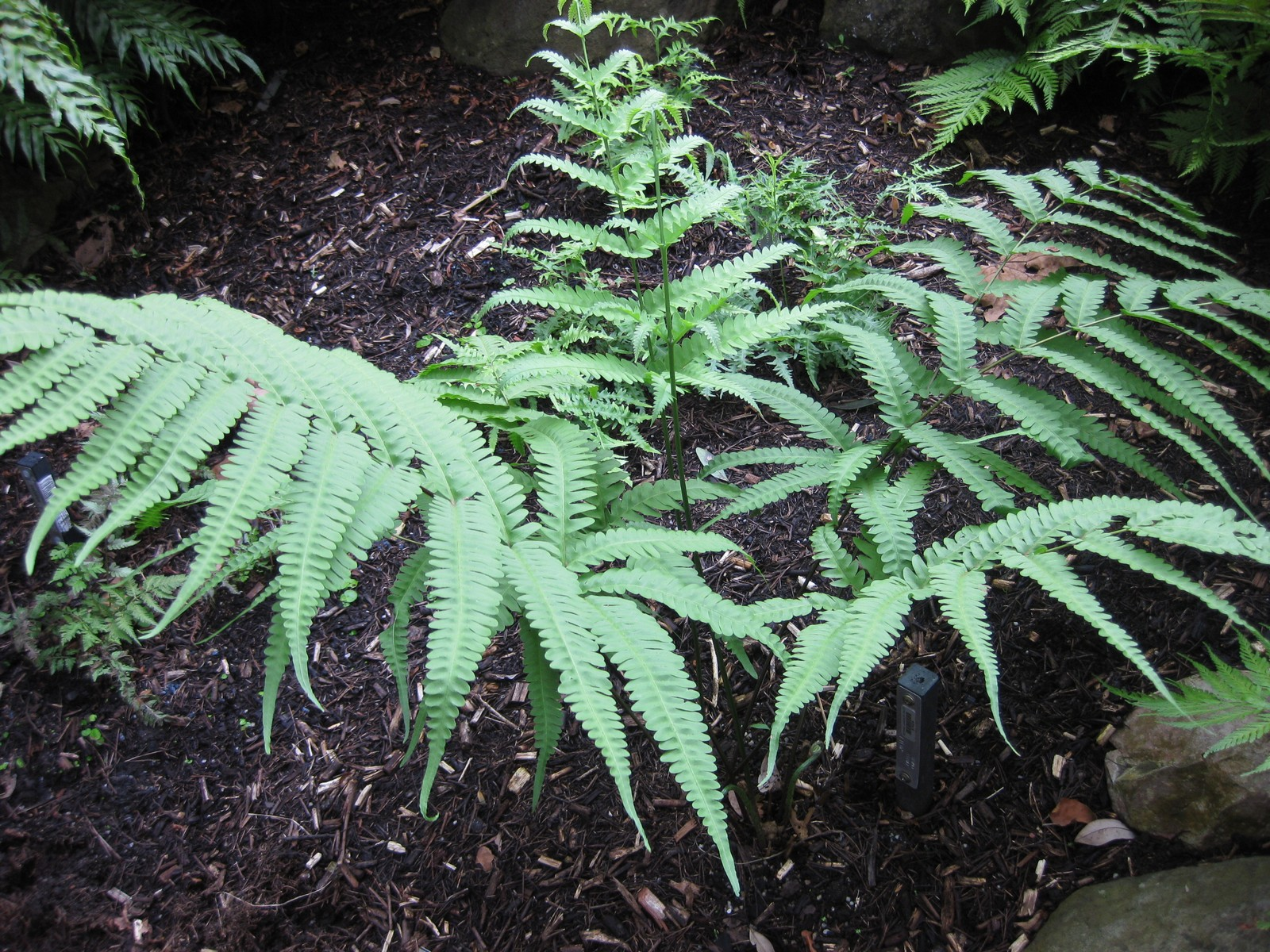
Pteris comans
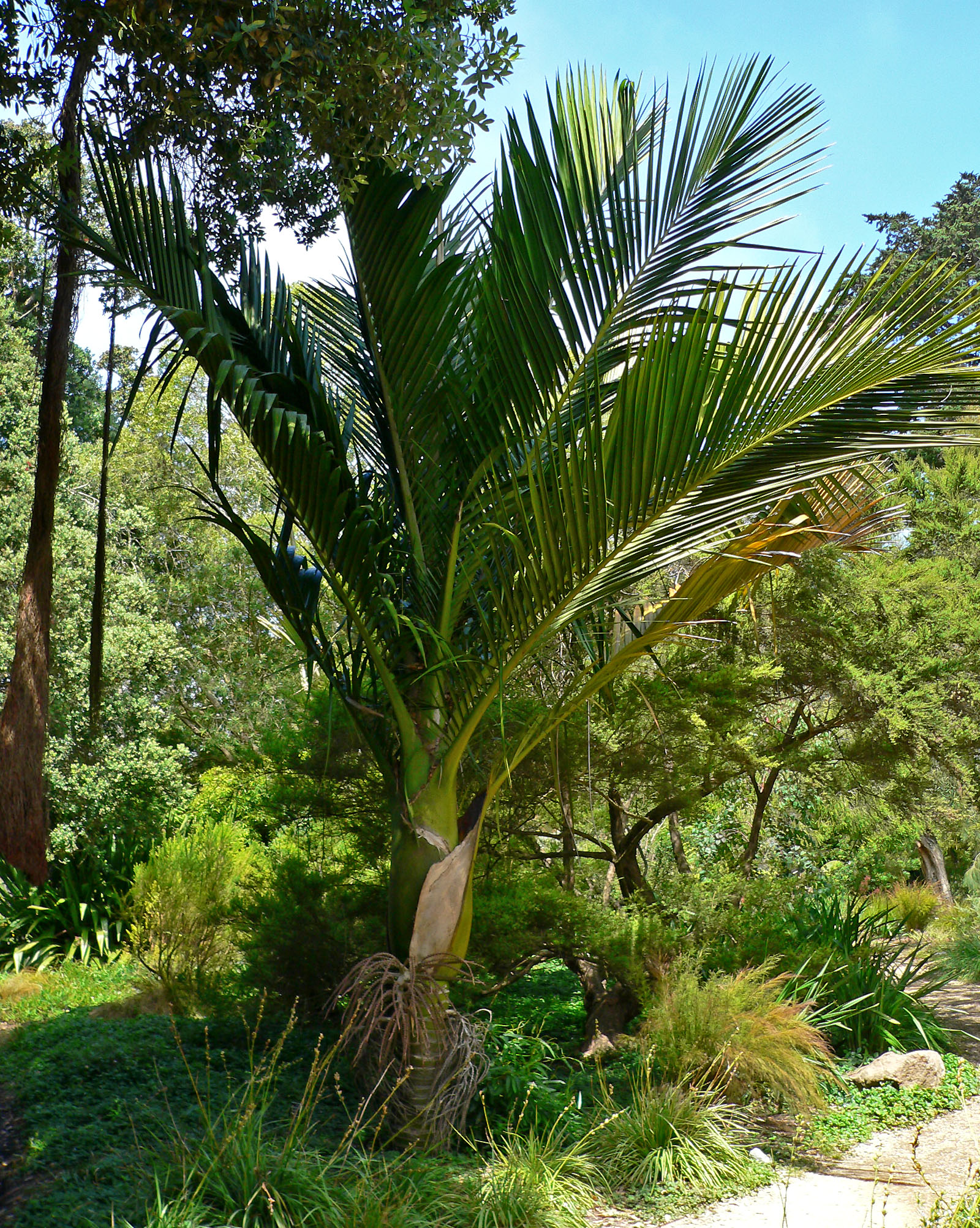
Rhopalostylis baueri
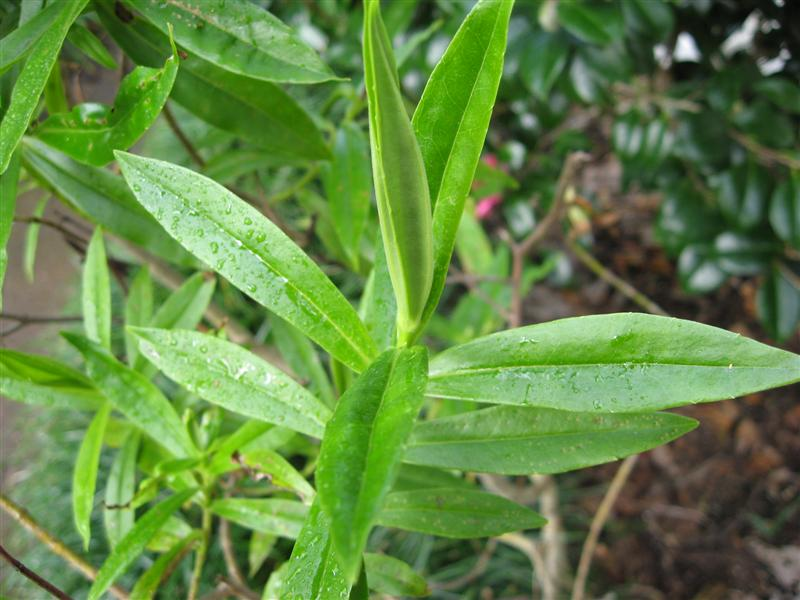
Hebe breviracemosa
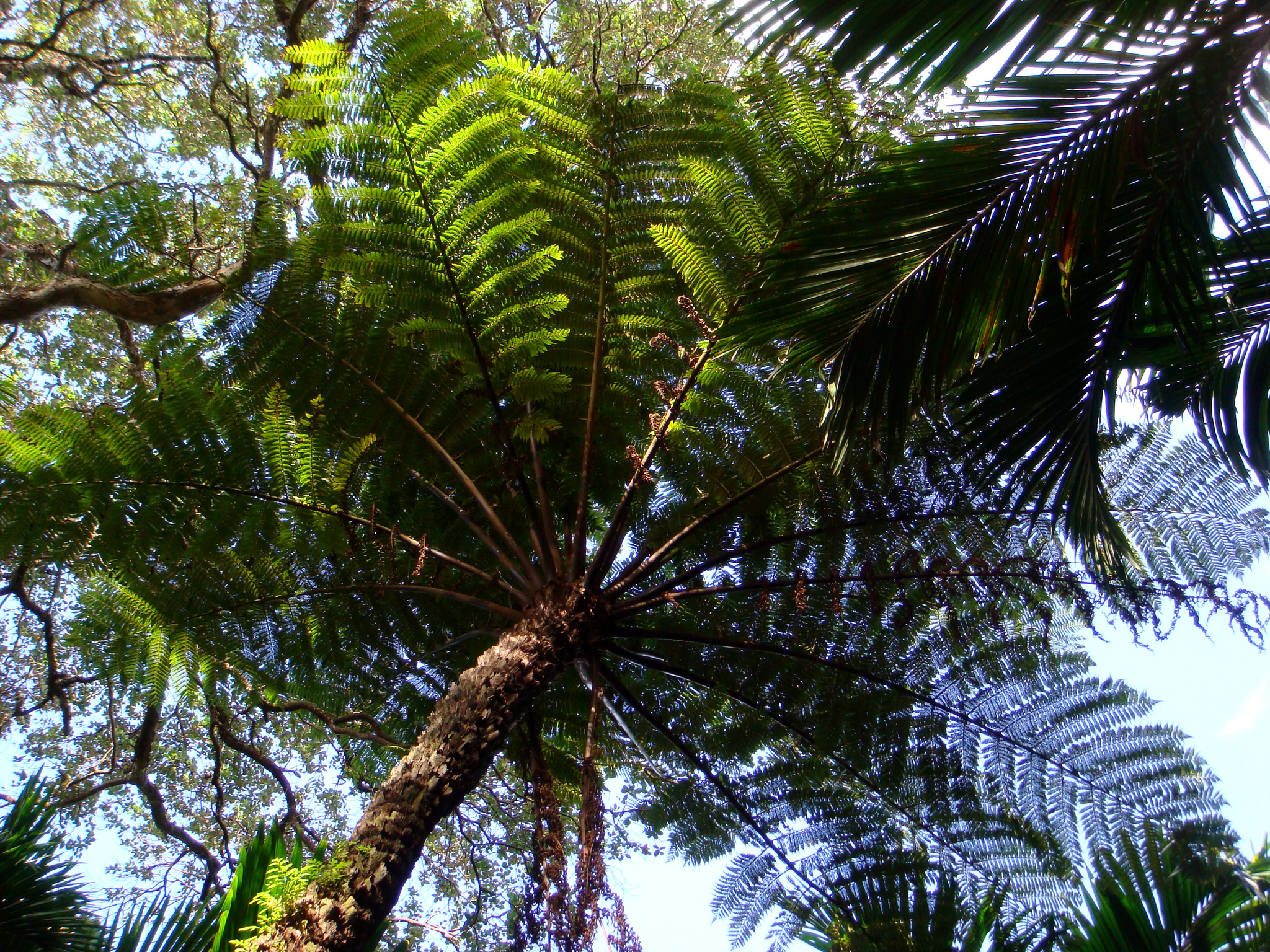
Cyathea kermadecensis

## Fauna
De eilanden zijn belangrijke broedplaatsen voor grote aantallen zeevogels. Er komen 14 soorten voor, waaronder 10 die nergens anders in Nieuw-Zeeland broeden en 3 die endemisch zijn op de Kermadeceilanden en een paar andere eilandengroepen in de Stille Oceaan. Op de eilanden bevinden zich de grootste broedpopulaties ter wereld van Kermadecstormvogels (Pterodroma neglecta), Kermadecwitnekstormvogels (Pterodroma cervicalis) en zwartvleugelstormvogels (Pterodroma nigripennis). Verder komen er twee zangvogelssoorten voor, de toei (Prosthemadera novaeseelandiae) en de grijsrugbrilvogel (Zosterops lateralis). 
Met de komst van de mens op deze eilanden kwamen er ook uitheemse zoogdieren terecht. De Maori brachten rond het jaar 1300 de Polynesische rat mee en in de 19e eeuw hebben Europeanen er geiten en katten geïntroduceerd. Na een schipbreuk in 1921 wist de bruine rat er aan land te komen. Deze zoogdieren hebben ernstige schade toegebracht aan de inheemse flora en fauna, met name aan de zeevogelpopulatie. Ook is door ratten en katten een endemische ondersoort van de roodvoorhoofdkakariki Cyanoramphus novaezelandiae cyanurus uitgeroeid, alsmede ook de Nieuw-Zeelandse vruchtenduif (Hemiphaga novaeseelandiae) en de Pacifisch porseleinhoen (Porzana tabuensis), die in het verleden op de eilanden voorkwamen. Geiten vernietigden ondertussen volledig alle bossen die ooit Macauley Island bedekten, en ook op Raoul Island had vraat door geiten grote gevolgen voor de bossen. Sinds de tweede helft van de 20e eeuw probeert de overheid van Nieuw-Zeeland de geiten, katten en ratten uit te roeien, zodat de natuur zich weer kan herstellen.

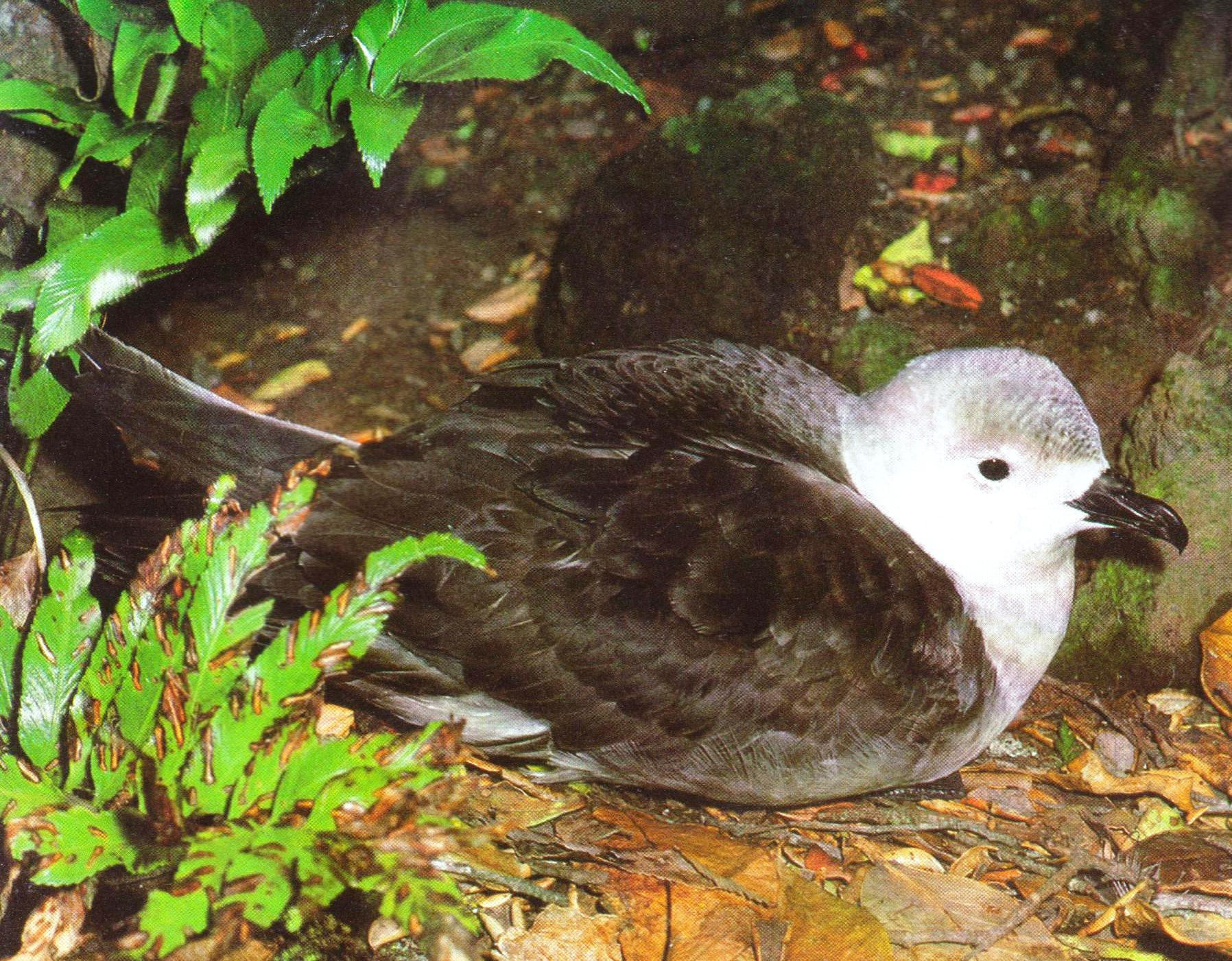
Kermadecstormvogel
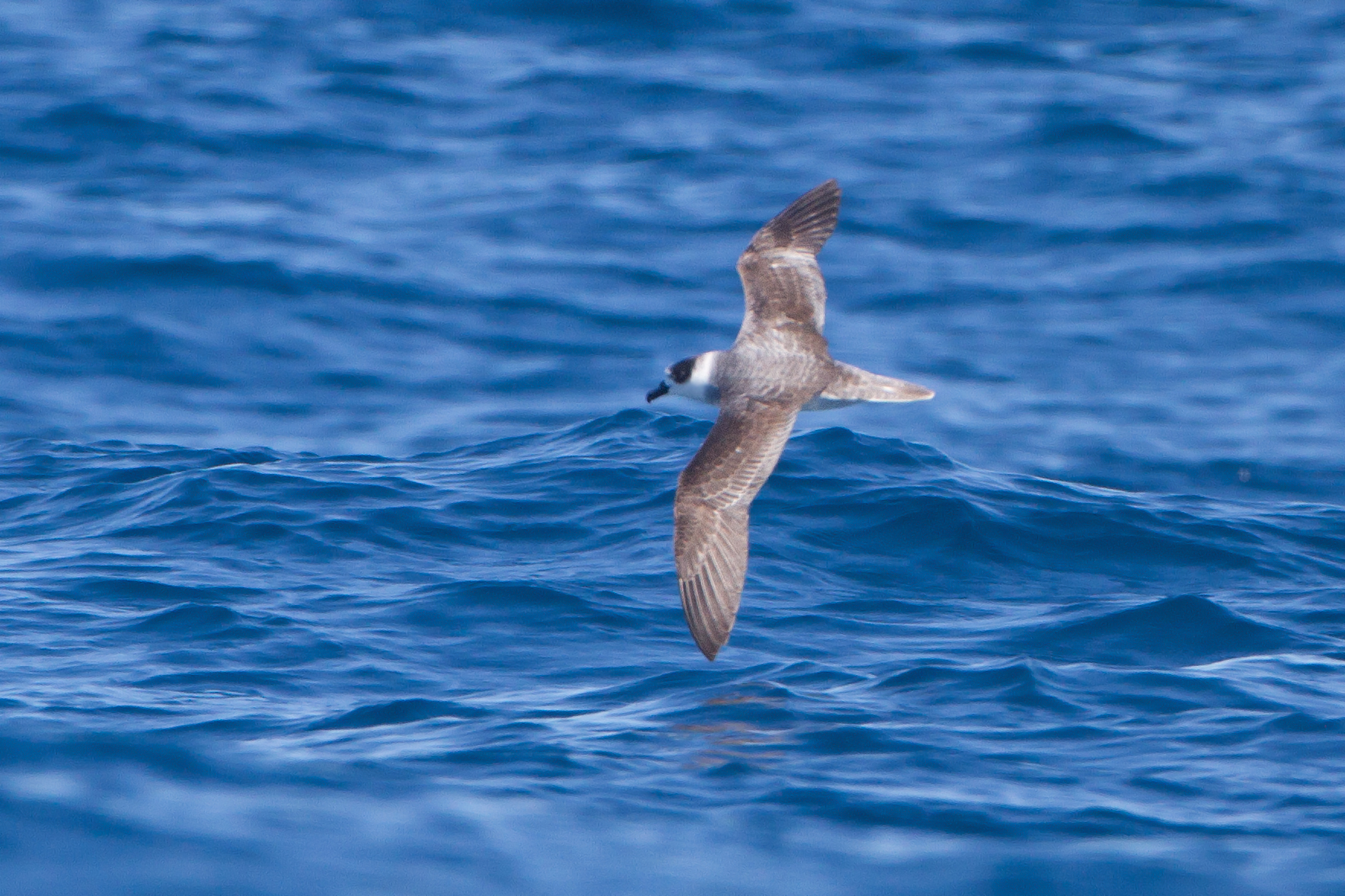
Kermadecwitnekstormvogel
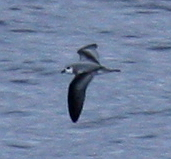
Zwartvleugelstormvogel
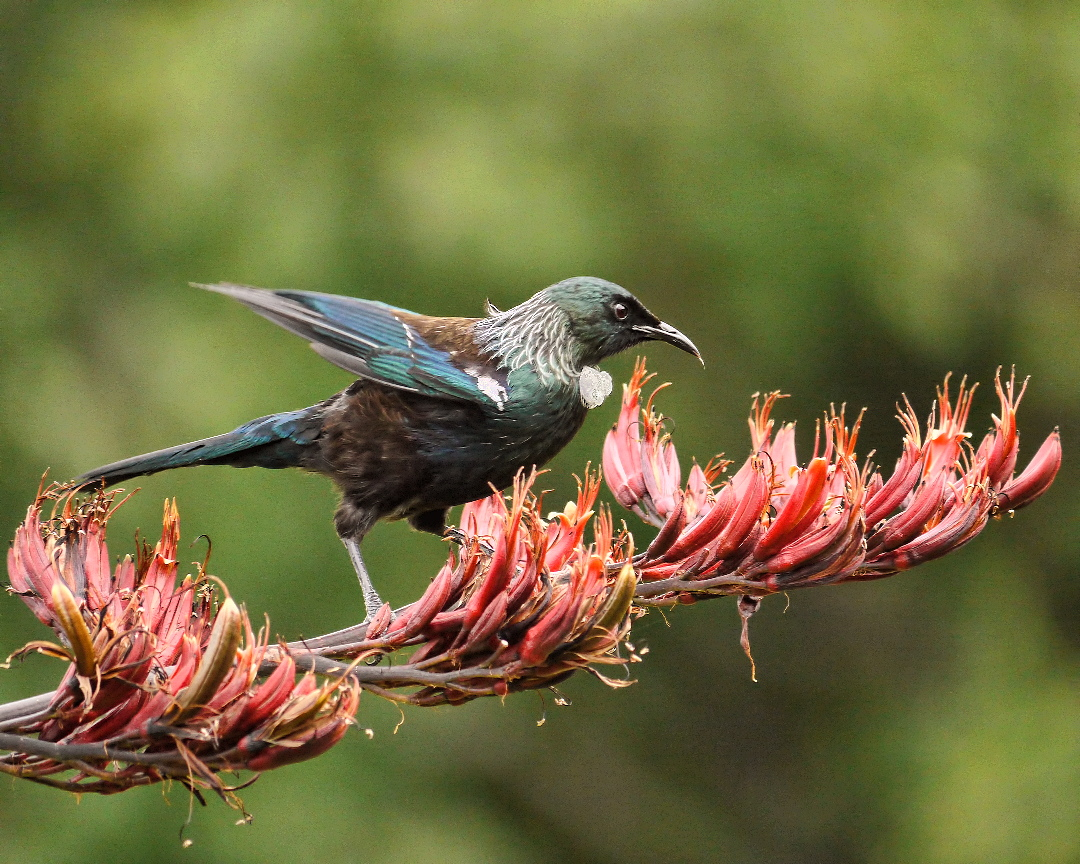
Toei
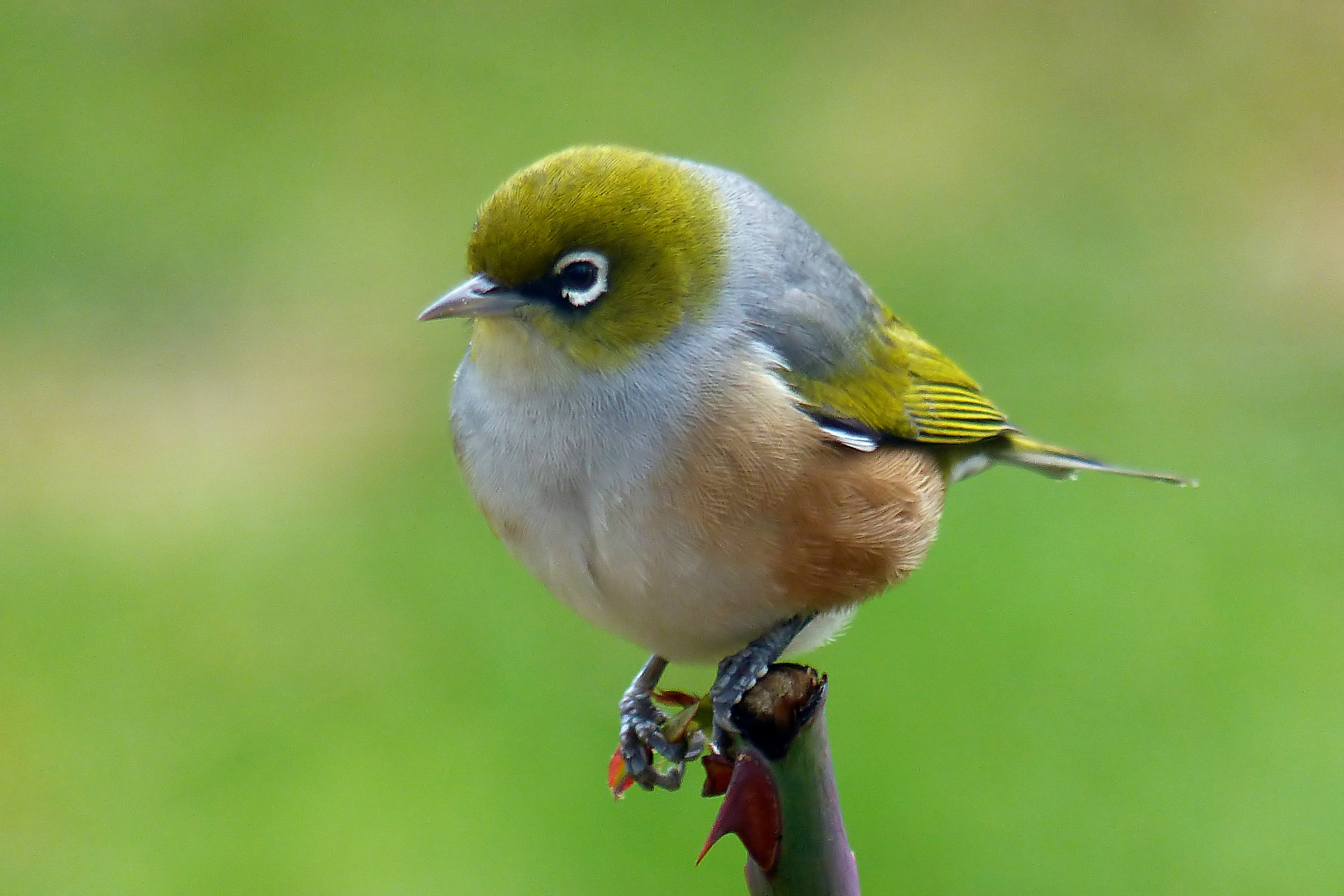
Grijsrugbrilvogel